# Eugène Cattin

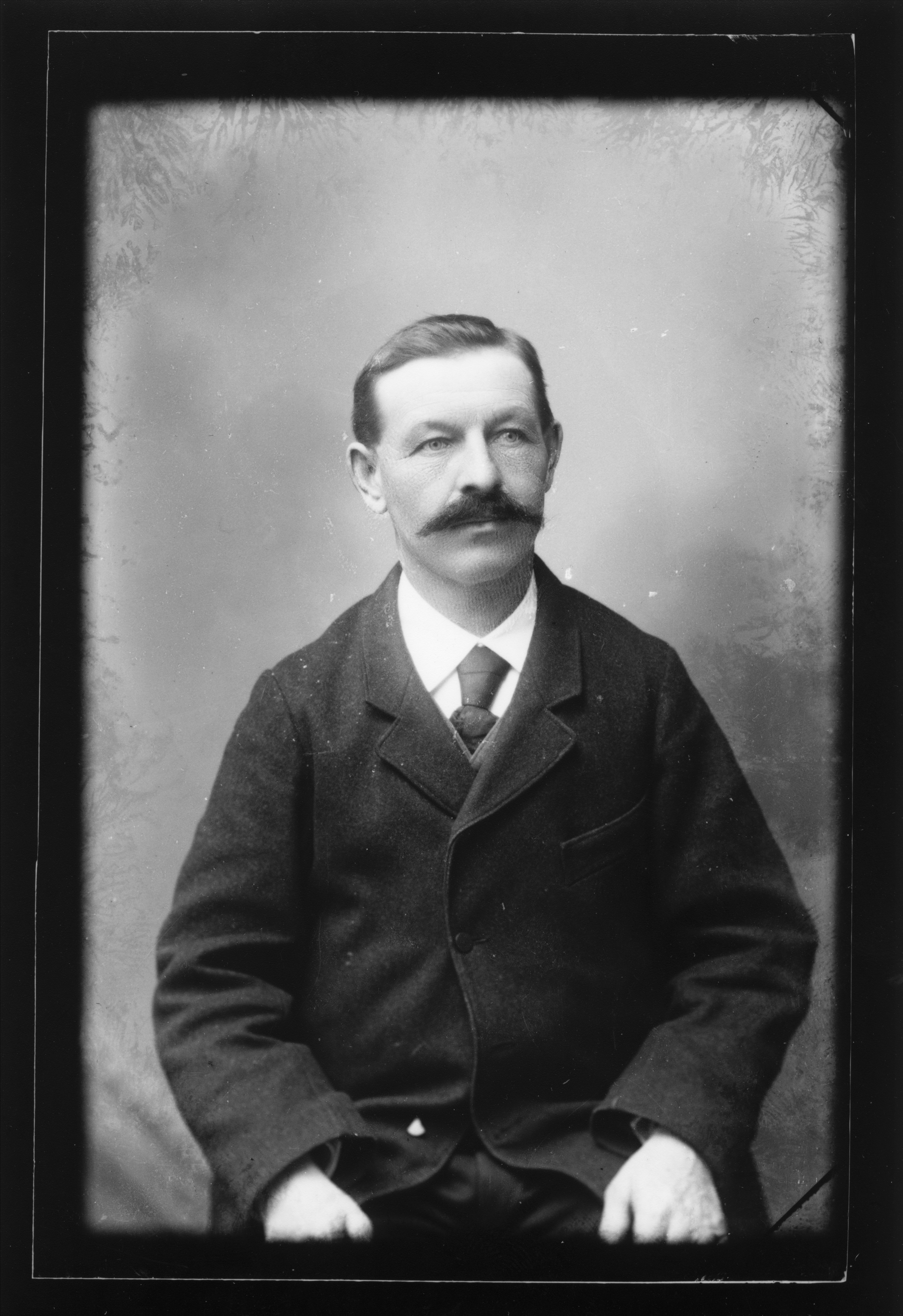
Eugène Cattin

Das Postamt in Les Breuleux

Ein Shire Horse samt Stammbaum

Eugène Cattin (* 21. Januar 1866 in Les Bois; † 8. Mai 1947 ebenda) war ein Schweizer Postbote und Fotograf.

## Leben
Eugène Cattin war ein Sohn des Jean Pierre Cattin und dessen Ehefrau Rosine Eugénie, geb. Gogniat. Er heiratete am 16. September 1890 die Lehrerin Marie Joséphine Juillerat aus Coeuve. Aus der Verbindung gingen drei Kinder hervor, von denen aber nur die beiden älteren, Bernard (* 1891) und Marie (* 1893), das Erwachsenenalter erreichten. Eugène Cattins erste Gattin starb schon im Jahr 1895. Fünfzehn Jahre später ging Eugène Cattin eine zweite Ehe ein. Mit seiner zweiten Frau Stéphanie, geb. Willemin, bekam er 1912 noch eine Tochter, die aber unmittelbar nach der Geburt starb.
Cattin arbeitete als Postbote, teils zu Pferde, teils mit dem Fahrrad. Er dokumentierte die Bauten seiner Heimat und deren Bewohner fotografisch und notierte auch Vorkommnisse und Anekdoten. Seine Aufzeichnungen sind offenbar nicht erhalten geblieben, wohl aber eine grosse Zahl von Fotografien bzw. Glasplattennegativen. Cattin soll ausserdem Spielzeug, Wetterfahnen und andere Gegenstände hergestellt haben, Briefmarken gesammelt und Hunde gezüchtet haben und, nachdem per Gesetz die feuersichere Dachdeckung vorgeschrieben worden war, in den Ziegelhandel eingestiegen sein. Sein Haus, ursprünglich ein kleines Bauernhaus, wurde vergrössert und mit der Aufschrift „Dépôt de la tuilerie de Laufon“ versehen. Durch den Ziegelhandel kam er offenbar zu einigem Wohlstand; er war Besitzer des ersten Automobils in Les Bois und unternahm mit seiner Frau Reisen nach Rom, Lourdes und Biarritz.

## Fotos
Viele Bilder Cattins gelangten über Roger Châtelain aus Tramelan, der Cattin noch kurz vor dessen Tod kennengelernt hatte und viele seiner Fotografien gekauft hatte, schliesslich in den Besitz des Office du patrimoine historique. Die Sammlung wurde unter dem Titel «Photographies anciennes par Eugène Cattin, Les Bois, fonds Roger Châtelain» archiviert. Sie enthält 3095 Glasnegative sowie zahlreiche Papierabzüge aus der Zeit ab etwa 1900. Viele dieser Aufnahmen waren den rund 250 Häusern von Les Bois gewidmet. Zahlreiche weitere Bilder entstanden in den umliegenden Ortschaften, z. B. in Le Noirmont und Coeuve. Einige seiner Bilder wurden in Form von Ansichtskarten publiziert.
Cattin dokumentierte gesellschaftliche Ereignisse ebenso wie den Bau der Fabrik Paul Huots und anderer Objekte; er porträtierte Geistliche, fotografierte Pferde, Hunde und Rinder und nahm Familienbilder auf; es gibt aber auch eine ganze Reihe von Selbstbildnissen Cattins, die von den Archives cantonales ebenfalls als seine eigenen Werke geführt werden. Verhältnismässig selten fotografierte er im Inneren von Gebäuden.
Erhalten sind Glasnegative in den Formaten 9 × 12 cm, 13 × 18 cm und 18 × 24 cm. Erstere wurden unter den Inventarnummer 137 J xxxx a archiviert, die Platten mit dem Format 13 × 18 cm unter 137 J xxxx b und die grössten unter 137 J xxxx c.
Die Platten sind zum Teil – offenbar nicht immer von derselben Hand – beschriftet. Bei den Fotografien von Gebäuden aus Les Bois wurde die damalige Hausnummer, die Feuerversicherungsnummer sowie der Eigentümer oder Bewohner des Hauses vermerkt. Die Hausnummern waren zu Cattins Zeit noch nicht strassenweise organisiert, sondern sämtliche Bauten wurden durchgezählt. Die niedrigeren Nummern gehörten zum Kern von Les Bois selbst, die höheren zu den umliegenden Weilern und Einzelgehöften. Innerhalb des Ortes wurde offenbar an dem Ortsende, an dem Cattin wohnte, mit der Zählung begonnen. Sein Haus an der Durchgangsstrasse, der Rue Guillaume-Triponez, befand sich zu Cattins Zeit noch am Ortseingang und trug die Nummer 2, mittlerweile hat es die Hausnummer 41.
Auf einigen Bildern Cattins sind Teile seiner Fotoausrüstung zu sehen, beispielsweise eine Box, in der die Kamera transportiert wurde, und ein ungenutztes Stativ. Für den Transport dieser Ausrüstung zu entlegeneren Objekten nutzte Cattin offenbar zeitweise einen Wagen bzw. Schlitten, der von seinem Bernhardiner gezogen wurde. Um Porträt- und Gruppenaufnahmen vor einem neutralen Hintergrund erstellen zu können, hatte Cattin einen Teil seiner Hausfassade weiss gestrichen. Andernorts platzierte er die Personen ggf. vor einem weissen Lein- oder Tischtuch. Mit Blitzlicht oder anderen künstlichen Lichtquellen scheint er nicht gearbeitet zu haben. Zu den Materialien, die er nutzte, gehörten „Trockenplatten für Moment- und Atelier-Aufnahmen“ der Dresdner Imperial, D. P. W., „Plaques au gélatino-bromure d'argent“ von A. Lumière et ses fils in Lyon-Monplaisir, „Extra-rapides“ von J. Jougla in Joinville-Le Pont (Seine) sowie „Plaques ultra-rapides au Gélatino-bromure d'argent“ von E. Grieshaber & Cie. in Saint-Maur (Seine).
2001 fand eine erste Ausstellung von Fotografien Cattins statt. Seit 2016 sind zahlreiche Bilder Cattins auf Wikimedia Commons gespeichert.

Cattins Haus vor der Erweiterung. Die weisse Fläche, die als Hintergrund für Fotoaufnahmen genutzt wurde, ist hier deutlich zu erkennen.
Bildnis einer Kuh vor dem Restaurant von La Chaux-d'Abel
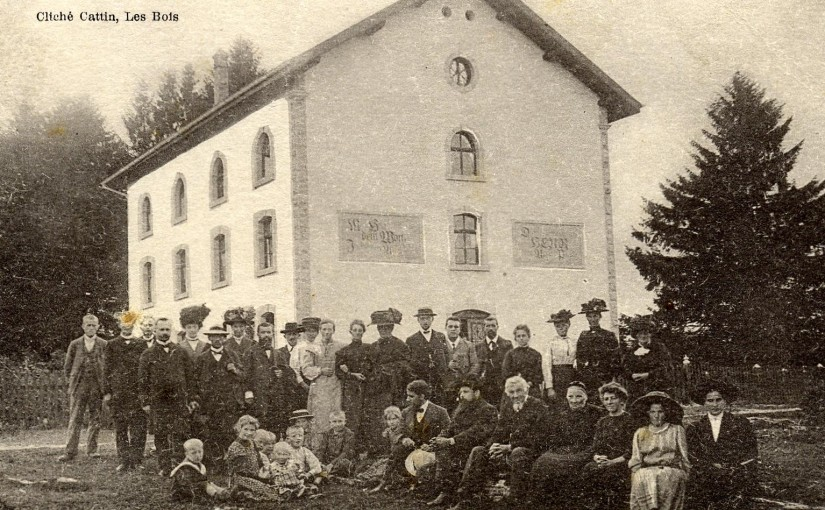
Eine Ansichtskarte mit der 1905 errichteten Chapelle de La Chaux-d'Abel
Im Vordergrund die Kamerabox sowie der Hund mit dem Schlitten. Der Hof der Familie Jobin im Hintergrund rechts ist erhalten geblieben.
Ein Kuriosum: Auf diesem Gruppenbild wurde auch ein Hefezopf verewigt.
Ein Gruppenbild auf den Échelles de la Mort